# Avenida Gabriel Andrade Lleras
La Avenida Gabriel Andrade Lleras, también conocida como Avenida Calle 68 o Calle 68 es una vía que recorre la ciudad de Bogotá de oriente a occidente en la localidad de Barrios Unidos.

## Historia
Durante las décadas entre los años 1970 y 1990, la vía era principalmente transitada por buses de servicio público provenientes del centro y sur de la ciudad con destino a la localidad de Engativá. Sin embargo, el cruce al occidente desde la Avenida Caracas en su sentido sur-norte fue eliminado con la construcción de la Troncal Caracas de TransMilenio.

## Trazado
En el oriente, inicia la vía en la Avenida Caracas cerca del barrio Concepción Norte, se dirige al occidente por el barrio Siete de Agosto, cruza la Avenida Colombia y la NQS para unirse con la Avenida Chile a la altura del puente con la Avenida 68.

## Sitios importantes en la vía
- Cementerio de Chapinero
- Hospital Infantil Universitario San José
- Barrio José Joaquín Vargas

## Transporte público

### TransMilenio
Cerca de la vía quedan las estaciones de TransMilenio: Flores - Areandina (Avenida Caracas, línea A) y Avenida Chile (Avenida NQS, línea E).

### Servicios urbanos
- A002 Estación Movistar Arena - San Luis[2]

- A306 K306 Centro Andino - Zona Franca[3]

- C117 Villa Cindy[4]

- L205 Bosque San Carlos[5]

- 12 Fontibón San Pablo - Porciúncula[6]

- 385 Bachué - Germania[7]

- 466 Sabana del Dorado - Chicó Norte[8]

- 669 Galán - Gran Granada[9]

- D214 A214 Bachué - Ricaurte[10]

- C123 La Magdalena - Centro Andino[11]

- P500 Aeropuerto - Centro Andino[12]